# 동백꽃 (소설)
동백꽃은 1936년 <조광>에 발표한 김유정의 단편소설이다. 1930년대 일제강점기의 토속적인 농촌을 배경으로 사랑에 눈뜬 처녀와 아직 전혀 사랑을 모르는 순박하고 어리석은 총각을 중심으로 풍자적이고도 유머러스하게 그림으로써 애정의 순진성을 객관적으로 묘사한 작품이자 향토게 넘쳐 흐르며 전면에 작가의 인간미가 나타난 사실주의풍의 작품이기도 하다. 또한 작품은 아이러니한 모습 역시 보여준다. '나'를 좋아하지만 오히려 짖궂게 괴롭히는 점순이의 행동을 '나'는 이해할 수가 없어 한다. 그러나 '나'의 마음도 점순이에게 끌림을 느끼게 하여 아이러니의 효과를 작품에 한껏 발휘한다.

## 줄거리
마름의 딸 점순이는 소작인의 아들인 '나'에게 감자를 건네며 "느 집엔 이거 없지."라고 말한다. '나'는 심사가 뒤틀려 점순이의 호의를 거절한다. 그때부터 점순이는 '나'를 못살게 굴기 시작한다. '나'의 암탉을 때리고, 수탉을 싸움붙이고, '나'에게 험담까지 한다. 어느 날 산에서 내려오던 '나'는 점순이가 자신의 수탉을 괴롭혀 반죽음으로 만든 것을 보게 된다. 분노가 머리 끝까지 치민 '나'는 점순이의 수탉을 죽인다. 그리고 이 일로 내쫓기게 될 것 같아 울음을 터뜨린다. 하지만 점순이는 말만 잘 들으면 이르지 않겠다고 말한다. 그때 '나'의 몸을 왈칵 떠다미는 바람 때문에 두 남녀는 향긋한 냄새가 나는 동백꽃 속에 함께 파묻혔다.

## 주해
1. ↑  작품 내 언급되는 동백꽃은 생강나무의 꽃이다. 강원도에는 동백나무가 추워서 살지 않는다.

## 같이 보기
김유정 (소설가)의 작품 목록